# Zingiber argenteum
Zingiber argenteum là một loài thực vật có hoa trong họ Gừng. Loài này được John Donald Mood và Ida Theilade miêu tả khoa học đầu tiên năm 1997.

## Mẫu định danh
Mẫu định danh Mood J.D. 630; thu thập ngày 29 tháng 1 năm 1993 tại tọa độ 1°12′11″B 110°25′8″Đ / 1,20306°B 110,41889°Đ, cao độ 150 m, trạm nông nghiệp Teng Bukap, tỉnh Kuching, bang Sarawak, Malaysia. Mẫu holotype lưu giữ tại Trung tâm Nghiên cứu Rừng Malaysia ở Sandakan, Sabah, Malaysia (SAN).

## Phân bố
Loài bản địa đảo Borneo, trong bang Sarawak, Malaysia. Môi trường sống là đất trên đá vôi trong rừng nguyên sinh vùng đất thấp với lượng mưa cao và thoát nước tốt, ở cao độ tới 150 m.

## Mô tả
Thân có lá cao 75 cm. Các bẹ lá nhẵn nhụi. Lưỡi bẹ 2 thùy, tới 5 mm, nhẵn nhụi. Cuống có lông tơ. Các lá không cuống, hình trứng, 15-18 × 6-7,5 cm, nhẵn nhụi, mặt trên màu xanh lục ánh bạc với vết màu lục sẫm dọc theo gân giữa, mặt dưới màu xanh lục, đáy thon nhỏ dần, đỉnh nhọn. Cán hoa mọc từ rễ, bò sát mặt đất, 2–5 cm, màu ánh hồng; các bẹ dài tới 7 cm, có lông. Cành hoa bông thóc trên mặt đất, mọc thẳng đứng, hình thoi tới hình trứng, 8-9 × 2,5 cm, đỉnh nhọn. Lá bắc hình elip rộng, 3-3,5 × 2-2,5 cm, màu da cam tươi, các lá bắc phía dưới chuyển thành màu đỏ. Lá bắc con 2,5 cm. Đài hoa 1,5 cm. Tràng hoa dài 5,2 cm, màu kem; thùy tràng lưng 2,1 × 0,9 cm; các thùy tràng bên 1,7 × 0,4 cm, rời tới đáy. Cánh môi dài 5 cm, màu kem; thùy giữa thuôn dài, 1,5 × 0,7 cm, chẻ đôi; các thùy bên 0,5 × 0,4 cm, thuôn tròn. Bao phấn 1 cm. Phần phụ bao phấn 0,7 cm. Quả không rõ.
Nó là một trong số ít loài Zingiber được mô tả từ các khu vực đá vôi. Z. argenteum giống Z. coloratum về mặt hình thái, nhưng khác ở chỗ thấp hơn, các lá nhẵn nhụi, hình trứng, mặt trên màu xanh lục ánh bạc với vết màu xanh lục sẫm dọc theo gân giữa, cụm hoa màu da cam tươi với màu ở đáy ánh đỏ, đài hoa ngắn và thùy giữa của cánh môi chẻ đôi. Nó ra hoa trong gieo trồng.
Z. argenteum cũng khác với loài có quan hệ họ hàng gần khác là Z. lambii ở các bẹ lá nhẵn nhụi, vết màu xanh lục sẫm dọc theo gân giữa ở mặt trên, các lá bắc màu da cam tươi, đài hoa ngắn và thùy giữa của cánh môi chẻ đôi.